# Les tueurs sont nos invités
Pour plus de détails, voir Fiche technique et Distribution.
Les tueurs sont nos invités (Gli assassini sono nostri ospiti) est un giallo italien réalisé par Vincenzo Rigo (it) et sorti en 1974.

## Synopsis
Franco, Eliana et Mario dévalisent une bijouterie à Milan et s'enfuient. Franco, cependant, est blessé lors de la fusillade avec la police. Les trois hommes décident donc de se réfugier temporairement dans une villa isolée, où vit le Dr Malerba. Les criminels obligent Malerba, qui est médecin, à s'occuper de Franco, et entre-temps ils contactent Eddy, le chef de l'organisation. Alors que le trio attend l'arrivée d'Eddy, la tension commence à monter dans la maison. 

## Fiche technique
- Titre français : Les tueurs sont nos invités[1]
- Titre original italien : Gli assassini sono nostri ospiti[2]
- Réalisateur : Vincenzo Rigo (it)
- Scénario : Renato Romano (it), Bruno Fontana
- Photographie : Vincenzo Rigo (it)
- Montage : Vincenzo Rigo (it)
- Musique : Roberto Rizzo, Nando De Luca (it)
- Décors : Claudio Riccardi
- Effets spéciaux : Studio Venus
- Maquillage : Giuliana De Carli
- Production : Gaspare Palumbo  Alberto Rigo  Produzione Palumbo
- Sociétés de production : Lombarda Films
- Pays de production :  Italie
- Langue originale : italien
- Format : Couleur par Technicolor - 1,33:1 - Son mono - 35 mm
- Durée : 85 minutes
- Genre : Giallo
- Dates de sortie :
  - Italie : 1974 (visa accordé le 27 mai 1974[2])
  - France : 30 avril 1980[1]

## Distribution
- Anthony Steffen : Guido Malerba
- Margaret Lee : Eliana
- Luigi Pistilli : Commissaire Di Stefano
- Gianni Dei : Franco
- Livia Cerini : Mara Malerba
- Giuseppe Castellano : Mario
- Sandro Pizzocchero : Eddy
- Giovanni Brusatori : commissaire adjoint
- Giancarlo Busi : policier à la villa

## Accueil critique
D'après Maurizio Pauro du Corriere della Sera du 13 juillet 1974 : « Filmé à Milan par une nouvelle coopérative cinématographique et réalisé par l'ancien chef opérateur Vincenzo Rigo, Les tueurs sont nos invités révèle une certaine prouesse technique, mais pêche complètement par son scénario, truffé de clichés. Une fois encore, le malentendu entre le réel et le vraisemblable se répète : le cinéma est trompeur, il ne suffit pas de paraître réel pour être crédible, c'est même souvent le contraire qui se produit. Avec sa psychologie ringarde et sa structure redevable à une longue série de films américains de facture bien différente (rappelons La Maison des otages de Wyler), le film cherche sa propre place, errant entre le racolage érotique et la représentation d'une société ternie par le nocivité de la pègre. Mais le message reste peu intelligible, notamment parce que les interprètes ne parviennent pas à capter notre attention ».